# Shaun Livingston
Shaun Patrick Livingston (ur. 11 września 1985 w Peoria) – amerykański koszykarz, występujący na pozycjach rozgrywającego lub rzucającego obrońcy, wybrany do NBA bezpośrednio po szkole średniej, trzykrotny mistrz NBA.
Livingston urodził się w Peoria, w stanie Illinois. Jako nastolatek poprowadził dwukrotnie Concordia Lutheran Grade School do mistrzostwa stanu LSA (1999, 2000). Przez dwa lata uczęszczał do Richwoods High School, po czym przeniósł się do Peoria Central High School, gdzie poprowadził swój zespół dwukrotnie do mistrzostwa stanu Illinois klasy AA (2003, 2004).
W 2004 wziął udział w McDonald’s High School All-American game, którego został MVP. Jeszcze w tym samym roku przystąpił do draftu NBA, w którym został wybrany z numerem 4 przez Los Angeles Clippers.
Przez trzy pierwsze lata swojej zawodowej kariery, z powodu rozmaitych kontuzji, opuścił łącznie 101 z 246 spotkań sezonu zasadniczego. 
26 lutego 2007, podczas spotkania z Charlotte Bobcats doznał poważnej kontuzji kolana w wyniku niefortunnego lądowania po wejściu na kosz. Podczas feralnego zdarzenia nastąpiło przemieszczenie rzepki, kości strzałkowej oraz zerwanie więzadeł: krzyżowego przedniego (ACL), krzyżowego tylnego (PCL), pobocznego piszczelowego (MCL). Kontuzja była poważna do tego stopnia, iż pojawiło się nawet zagrożenie potencjalnej amputacji kończyny i trwałego kalectwa. Po miesiącach ciężkiej rehabilitacji powrócił do zdrowia, zaczął ponownie chodzić, a z czasem powrócił do czynnego uprawiania sportu, co zaskoczyło wielu specjalistów.
10 lipca 2019 został zwolniony przez Golden State Warriors. 13 września 2019 ogłosił zakończenie kariery zawodowej.

## Osiągnięcia
Na podstawie, o ile nie zaznaczono inaczej.
Szkoła średnia
- 2–krotny mistrz stanu Illinois klasy AA (2003, 2004)
- Koszykarz roku stanu Illinois - Illinois Mr. Basketball (2004)
- Uczestnik meczu gwiazd McDonald’s All-American (2004)
- MVP:
  - Speice Tourney (2002)
  - 2003 NBA Players Association Camp w Richmond
  - Sports Roundball Classic (2004)
  - ABCD Camp (2003)
  - McDonald’s All-America Game (2004)
- Wybrany do:
  - I składu:
    - Parade All-American (2004)
    - USA TODAY's All-USA (2004)

  - IV składu Parade All-American (2003)
  - składu 100 Legends of the IHSA Boys Basketball Tournament (2007)[9]

NBA
- Mistrz NBA (2015, 2017, 2018)[10]
- Wicemistrz NBA (2016, 2019)[11]
- Debiutant miesiąca Zachodu (kwiecień 2004)[12]